# Probatio diabolica
 (janvier 2013).
Si vous disposez d'ouvrages ou d'articles de référence ou si vous connaissez des sites web de qualité traitant du thème abordé ici, merci de compléter l'article en donnant les références utiles à sa vérifiabilité et en les liant à la section « Notes et références ».
Probatio diabolica (litt. « la preuve du diable ») est un concept juridique et logique qui consiste en une preuve très difficile ou impossible à fournir.

## Juridique
En droit, on parle de probatio diabolica quand le fardeau de la preuve nécessite de fournir une preuve que la partie ne peut pas fournir de par sa nature.
En principe, la loi cherche à éviter qu'une situation de probatio diabolica ne se produise en renversant le fardeau de la preuve, transformant ainsi une présomption d'innocence en présomption de culpabilité. En d'autres termes, cela signifie qu'il revient à la partie accusée de prouver son innocence, et non à la partie attaquante de prouver la culpabilité de l'autre.
En droit romain, le propriétaire privé de la possession de son bien devait apporter la preuve de son droit (fardeau de la preuve) par celui du titulaire précédent. Il devait ainsi remonter les possesseurs dérivés successifs jusqu'au possesseur originaire. C'est pourquoi dans les droits modernes, la possession sert de présomption du droit sur la chose.

## Logique
Dans le cadre d'un débat, l'usage de la probatio diabolica se retrouve inversé par rapport au droit. En effet, en droit, on va chercher à éviter une situation de probatio diabolica, puisqu'elle va mettre une des deux parties dans un cul-de-sac, rendant l'autre proprement inattaquable sur certains sujets. À l'inverse, lors d'un débat, on va au contraire chercher à provoquer une situation de probatio diabolica puisque c'est un ressort argumentatif fort.
Ainsi, il est fréquent dans des débats de logique de se retrouver dans une situation de probatio diabolica, puisque c'est une situation relativement facile à produire et qui met facilement l'autre partie dans l'embarras.